# Footgolf

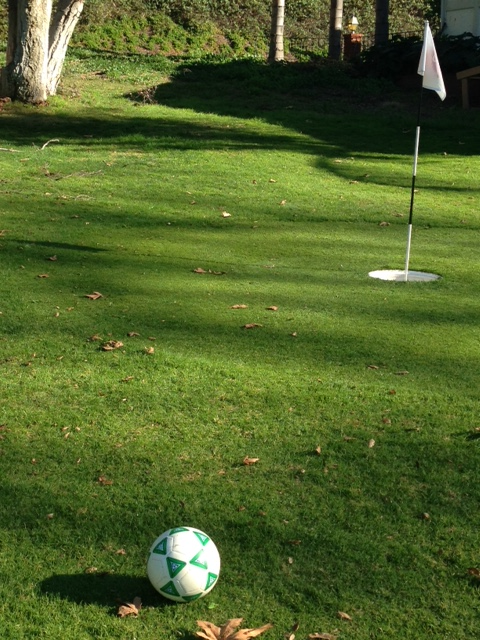
Ballon et son objectif: un sceau dans le sol surmonté d'un drapeau numéroté

Le footgolf est un sport de précision se jouant en plein air qui consiste à envoyer, avec des frappes du pied, un ballon de football dans un trou, avec le moins de frappes possible, d'après des règles proches de celles du golf.
Le terme footgolf est un mot-valise construit à partir de « football » et de « golf ».
Codifié au début du XXIe siècle, le footgolf s'est doté en 2012 d'une fédération internationale, la FIFG.

## Histoire
La première enveloppe Soleau a été déposée en France à l'INPI le 20 mars 2000 par Jean Louis Vellutini définissant des règles alliant le football et le golf (récépissé  retour de Compiègne no 68644 le 24 mars  2000). Le premier tournoi de footgolf sur un terrain de golf de 9 trous a été organisé en 2008 aux Pays-Bas par Michael Jansen et Bas Korsten, et joué entre des footballeurs professionnels allemands et belges[réf. nécessaire]. Jansen appris la discipline par le biais du footballeur allemand Willem Korsten, qui se rappela d'avoir joué un jeu similaire lorsqu'il jouait pour le club anglais de Tottenham[réf. nécessaire]. Ce dernier terminait les sessions d’entraînements en frappant le ballon à partir du terrain de football jusqu'au vestiaires en tapant le moins de coups possibles.
L’Association Internationale de Footgolf (IFGA) est créée à Genève en Suisse après le tournoi aux Pays-Bas de 2009, mais l'association ne compte que les Pays-Bas comme seul membre. Cependant, la première Coupe du Monde de footgolf est organisée sur trois jours en Hongrie en juin 2012. Réunissant 8 pays : l’Argentine, la Belgique, le Chili, l’Espagne, la Hongrie, l’Italie, les Pays-Bas et les États-Unis. La compétition s'est déroulée sur le parcours de golf de Kisoroszi avec 77 joueurs de footgolf. Le Hongrois Béla Lengyel devient le vainqueur de la première Coupe du monde de footgolf . Le succès de cette première édition a vu dès le lendemain, la réunion des sept nations afin de former la Fédération internationale de footgolf (FIFG).
L’Association française de FootGolf (AFFG) est fondée le 6 juin 2013. L'AFFG est la seule entité officiellement reconnue par la FIFG pour représenter le FootGolf français. Pour la saison 2015, l'ancien footballeur international français Ludovic Giuly devient l'ambassadeur du FootGolf en France.
À la suite du succès du FootGolf en France, d'autres projets ont vu le jour tels que le lancement d'une "Fédération" Nationale de FootGolf (FNFG) créée le 24 février 2020.

## Origines
Un jeu aux règles approximativement similaires, le codeball, a brièvement connu la popularité aux États-Unis à la fin des années 1920 et dans les années 1930,,. Le sport du footgolf tel que nous le connaissons aujourd'hui, incluant l'attirail, l'étiquette et les règles générales, a été créé aux Pays-Bas en 2008 par Bas Korsten et Michael Jansen. Ils se sont librement inspirés d'un jeu post-entraînement pratiqué par le frère de Korsten, le footballeur professionnel Willem Korsten, lors de son passage au club de football britannique Tottenham Hotspur (1999-2001). Les joueurs terminaient les séances d'entraînement en renvoyant les ballons de football du terrain d'entraînement aux vestiaires en utilisant le moins de coups de pied possible. Afin de lancer officiellement ce nouveau sport, Korsten, Jansen et une équipe de collaborateurs ont créé une fédération nationale et internationale et organisé le premier tournoi (Nederlandse Kampioenschap FootGolf) sur le prestigieux Golfbaan Het Rijk van Nijmegen le 6 septembre 2009. Ce tournoi, qui a ensuite été diffusé sur RTL7, a rassemblé des footballeurs professionnels néerlandais et d'anciens professionnels, et a été remporté par Theo Janssen.

## Organized play
Le premier tournoi de footgolf a été organisé aux Pays-Bas par Michael Jansen et Bas Korsten, et a réuni un mélange de joueurs de football professionnels néerlandais et belges. Par la suite, de nombreux pays ont commencé à organiser des matchs, des événements, des tournois, voire des ligues nationales et des associations autour de ce jeu.
Plus tard, la Belgique et la Hongrie ont abandonné les parcs au profit des terrains de golf,[réf. nécessaire] et le jeu a été introduit en Argentine en 2010. La Ligue américaine de footgolf, la principale ligue de footgolf aux États-Unis, a été fondée en 2011. Le jeu a été médiatisé à l'international, et les pays du monde entier ont commencé à collaborer au développement du jeu. En 2014, le jeu était proposé sur des centaines de terrains de golf aux États-Unis et était en passe d'être reconnu par Sport England.
En décembre 2015, la Fédération suédoise de golf, membre de l'autorité sportive la plus élevée en Suède (la Confédération suédoise des sports), par un vote formel en deux parties, a accepté et approuvé le footgolf en tant que sport officiel (éligible à la reconnaissance dans les championnats nationaux, à une éventuelle inclusion aux Jeux olympiques, etc).
L'émergence du jeu a coïncidé avec le déclin de la popularité du golf parmi les jeunes, avec 643 parcours fermés entre 2006 et 2014 aux États-Unis. Le sport a sauvé de nombreux parcours de golf en difficulté, et la Professional Golfers' Association of America et la World Golf Foundation ont toutes deux reconnu la contribution du footgolf à l'aide apportée aux parcours de golf pour générer plus de revenus et ont noté qu'il pourrait contribuer à la croissance du golf lui-même,. L'ancien président de la PGA, Ted Bishop, a déclaré en 2014 : "Je pense qu'il serait absurde de penser qu'il n'y aura pas un pourcentage de ces personnes qui pourraient dire : 'Hé, tu sais quoi ? Je pense que j'aimerais essayer de jouer au golf.Modèle:'" En mars 2016, la golfeuse de la LPGA Paula Creamer a déclaré : "Chaque fois que vous pouvez faire quelque chose de différent dans le jeu de golf, c'est amusant et je pense que nous serons probablement un peu plus souvent sur les terrains (à jouer au footgolf)." En 2020, les State Games of America et les USA Masters Games ont inclus le footgolf dans leurs compétitions officielles,.
Un groupe de pays s'est regroupé pour former la Fédération internationale de footgolf (FIFG) en juin 2012, et huit pays ont participé à la première Coupe du monde de footgolf en Hongrie ce mois-là (remportée par le Hongrois Bela Lengyel). En janvier 2016, la deuxième Coupe du monde de footgolf s'est tenue en Argentine et 230 joueurs de 26 pays membres de la FIFG y ont participé. Le vainqueur de l'épreuve individuelle était le joueur argentin Christian Otero et le champion par équipe était l'équipe des États-Unis. La troisième Coupe du monde de footgolf a eu lieu en décembre 2018 à Marrakech, au Maroc. Le champion individuel masculin était Matias Perrone d'Argentine et la championne individuelle féminine était Sophie Brown du Royaume-Uni. La France a remporté l'or en compétition par équipe, l'équipe du Royaume-Uni a terminé deuxième et l'équipe championne du monde précédente, les États-Unis, a terminé troisième.
Au printemps 2015, la National Golf Courses Owners Association (NGCOA) a reconnu l'American FootGolf League (AFGL) comme l'organe directeur du footgolf aux États-Unis, et quelques mois plus tard, Roberto Balestrini, fondateur du footgolf en Amérique du Nord, a été sélectionné par le magazine Golf Inc comme l'une des "Dix personnes les plus innovantes dans le golf". Le 2 octobre 2017, la GAISF (Association mondiale des fédérations internationales de sport) a accordé le statut d'observateur à la Fédération internationale de footgolf (FIFG).

## Principes

### Les règles de footgolf
« Règle n°1 : Le Footgolf consiste à jouer un ballon de football en utilisant ses pieds depuis l'aire de départ jusqu'au trou en la frappant de un ou de plusieurs coups successifs conformément aux Règles »

— Federation for International FootGolf, février 2014, P.7, règle n°1.
Les règles de footgolf sont des procédures standardisées selon lesquelles le jeu du footgolf doit être joué. La dernière mise à jour de ces règles date de février 2014 et s'applique dans le monde entier. Elles sont mises en place par la FIFG, après consultation d'autres autorités régissant le footgolf à travers le monde. Aux règles sont accolés l'étiquette (comportement d'un joueur sur un parcours), les définitions (vocabulaire du footgolf, les appendices (concernant les règles locales, et les normes techniques relative à la conception des ballons de football) et les décisions sur les règles de footgolf, en quelque sorte la jurisprudence du footgolf.
Règles officielles
- Pour le premier tir, positionnez votre ballon entre les deux boules de départ et jusqu'à deux mètres en arrière des marques.
- Le ballon doit être joué d'un seul mouvement, le contact devant être franc. Votre pied ne doit pas accompagner le ballon. Putter la balle avec la semelle est interdit depuis juin 2014.
- Votre ballon doit être facilement identifiable
- Attendez que tout le monde ait joué son ballon avant d’avancer vers le terrain.
- Ne jouez pas tant que le ballon ne s'est pas totalement arrêté (il n'est pas autorisé d'arrêter un ballon poussé par le vent).
- Suivez bien l’ordre des scores et attendez votre tour pour jouer. Le joueur le plus loin du trou sera le premier à jouer.
- Jouez la balle où elle est : déplacer la balle ou des obstacles est interdit. Dans les bunkers, les courses d’élans sont interdites.
- Si la balle tombe à l'eau, récupérez-la et placez-la deux pas derrière la portion de terrain d'où la balle est entrée dans l'eau, ou replacez-la au point du tir précédent. Vous recevez dans tous les cas un point de pénalité.
- Faites-en sorte que vos tirs n'interfèrent pas avec les autres joueurs. À l’approche d’un trou ou à la demande d’un partenaire, marquez votre ballon à l’aide d’un marqueur à positionner derrière votre balle avant de la retirer.
- Si le dernier coup est une tête plongeante et que la balle rentre un point devra être retiré au score final

### Les Formules
Différentes formules, officialisées, permettent de varier le déroulement d'une partie
- La Formule Shot Gun : Le shot gun ou départs simultanés consiste à faire démarrer une partie de footgolf simultanément, à plusieurs groupes de 2 à 5 joueurs depuis plusieurs trous du parcours. Le départ est donné à l'ensemble des groupes par un signal sonore audible de tous. On peut ainsi, à la même heure, faire démarrer jusqu'à 45 joueurs simultanément (par groupe de 5) sur un parcours 9 trous, jusqu'à 90 joueurs simultanément sur un parcours 18 trous, et le parcours est alors entièrement occupé durant l'épreuve. Les joueurs qui partent du trou N°1 finissent l'épreuve au trou N° 18, ceux qui partent du trou N°5 finissent au trou N°4 et ainsi de suite, si bien que tous les joueurs font leur parcours intégralement.
- La Formule Stroke Play : Le stroke play est la forme de jeu la plus naturelle et certainement la plus exigeante. Elle consiste pour chaque FootGolfeur à compter tous les coups exécutés pour atteindre et putter dans tous les trous du parcours, et à additionner les scores ainsi réalisés trou après trou pénalités incluses. Contrairement au stableford où l'on peut relever sa balle et faire une croix sur le trou qui ne rapporte alors aucun point, en stroke play on doit jouer jusqu'à avoir putter sa balle dans le trou, jusqu’à 10 coups maximum par trou. La formule du stroke play s'applique aussi bien à des parties en individuel que par équipe.
- La Formule Match Play : Le match play est la forme de jeu originelle : deux joueurs jouent l'un contre l'autre, trou par trou. Le décompte se fait donc trou par trou, le joueur qui réalise le moins de coups sur un trou gagne le trou. Le joueur qui gagne la partie est celui qui a gagné le plus de trous sur l'ensemble du parcours. Dans la pratique la partie est gagnée par un joueur dès que celui-ci mène par un nombre de coups supérieur de 1 au nombre de trous restant à jouer, et à ce stade généralement la partie est terminée ou se poursuit par courtoisie. Un joueur qui mène est "up", son adversaire est "down". Lorsque les deux joueurs sont à égalité on dit qu'ils sont "square" et un joueur qui mène d'autant de trous qu'il reste à jouer est " dormie " car alors il ne plus perdre.
- La Formule Foursome : Le foursome est une formule de jeu officielle utilisée dans les rencontres par équipes. Les équipes de deux joueurs s'affrontent mais chaque camp ne joue qu'une seule balle. Les deux joueurs de chaque camp jouent alternativement la balle jusqu'au trou et ainsi de suite de trou en trou. Un joueur de chaque camp débutera donc le jeu sur tous les trous pairs, l'autre sur les trous impairs, contrairement à la FORMULE GREENSOME où les 2 joueurs de chaque camp jouent chacun une balle du départ. Ils choisissent ensuite celle qui leur convient le mieux et terminent le trou en jouant alternativement cette balle.
- La Formule 4 Balles Meilleure Balle : On désigne par le terme "quatre-balles" (parfois aussi par quatre-balles meilleure balle) la formule de jeu dans laquelle deux équipes de deux joueurs s'affrontent, chaque joueur jouant sa propre balle jusqu'au trou, et où à chaque trou on ne comptabilise pour chaque équipe que le meilleur score des deux joueurs qui la compose. Les balles d'une même équipe peuvent être jouées dans l'ordre qui paraît le meilleur à l'équipe.

## Le matériel, l'équipement et accessoires

### Le ballon[réf.nécessaire]
La Fédération internationale de footgolf exige l'utilisation d'un ballon de football d'une circonférence de 68 centimètres minimum et ne pouvant aller au-delà de 70 centimètres. Quant au poids, le ballon ne doit pas peser plus de 450 grammes au début de la compétition, et pas moins de 410 grammes.

### La tenue
Jouer au footgolf, c'est pratiquer le football avec élégance sur un terrain de golf. On respecte une identité vestimentaire (chaussettes à losange montantes, bermudas et bérets sont alors de sortie sur le green), l'esprit du jeu, la sécurité, la cadence et le terrain. Le footgolf se pratique dans une ambiance chic et détendue.

## Compétitions

### Compétitions d'équipes nationales
La Coupe du monde, créée en 2012 qui se tient tous les quatre ans, est la compétition phare du calendrier. 26 sélections nationales prennent part à la phase finale dont la dernière édition s'est déroulée en 2012 en Hongrie. Après l'édition de 2016, deux sélections ont remporté au moins une fois la Coupe du monde : l'Argentine  (1) et la Hongrie (1).
Le 16 décembre 2018, la France devient championne du monde.
Créée en 2015, l'Atlantic FootGolf Cup a lieu tous les ans depuis 2015. Elle oppose les joueurs américains aux joueurs européens.
Aujourd'hui une seule confédération organise également une épreuve continentale : l'European Footgolf Trophy Tour.

## Galerie d'images

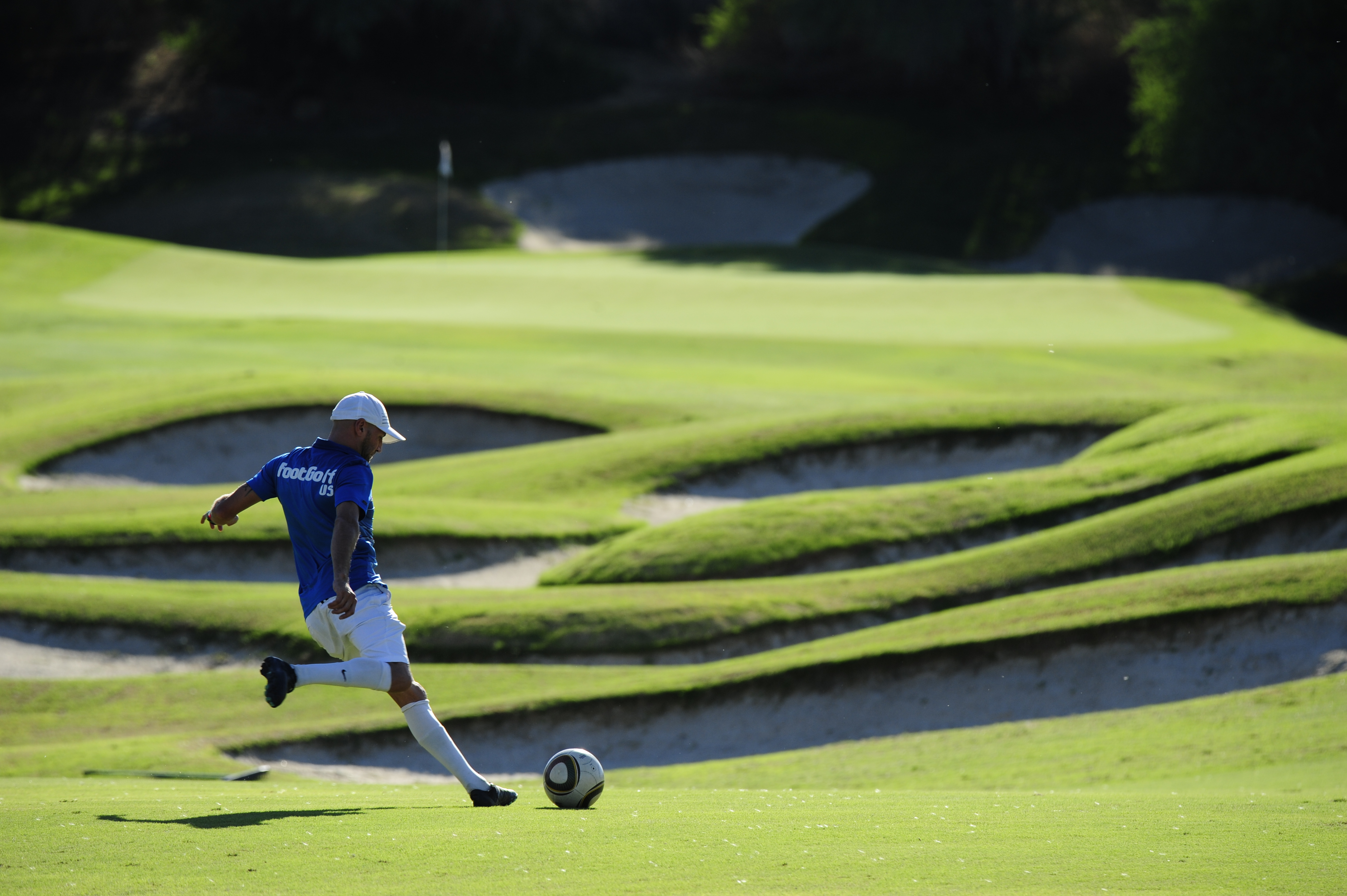
Le joueur vise le drapeau à l'arrière-plan
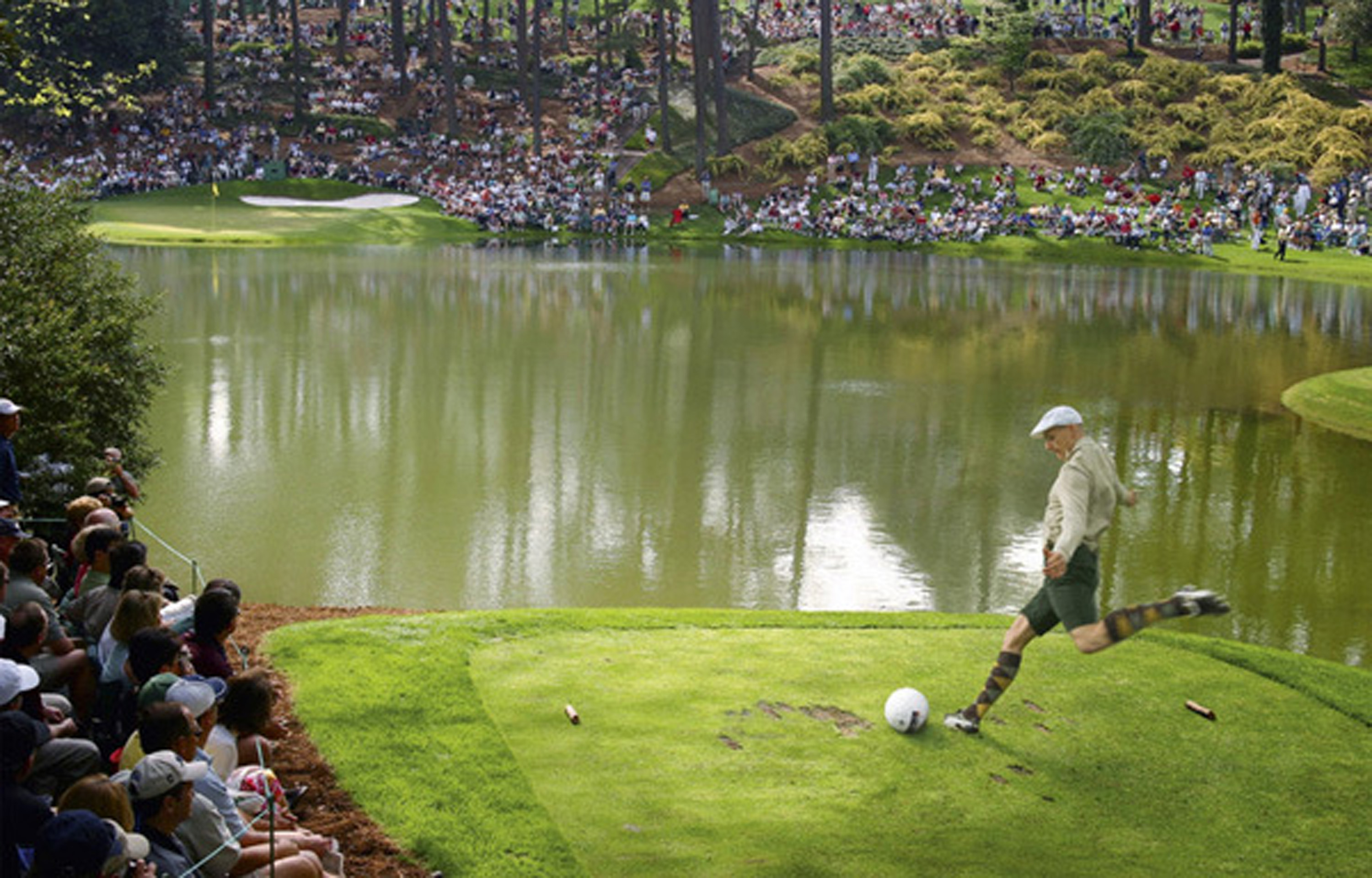
Franchissement d'un plan d'eau
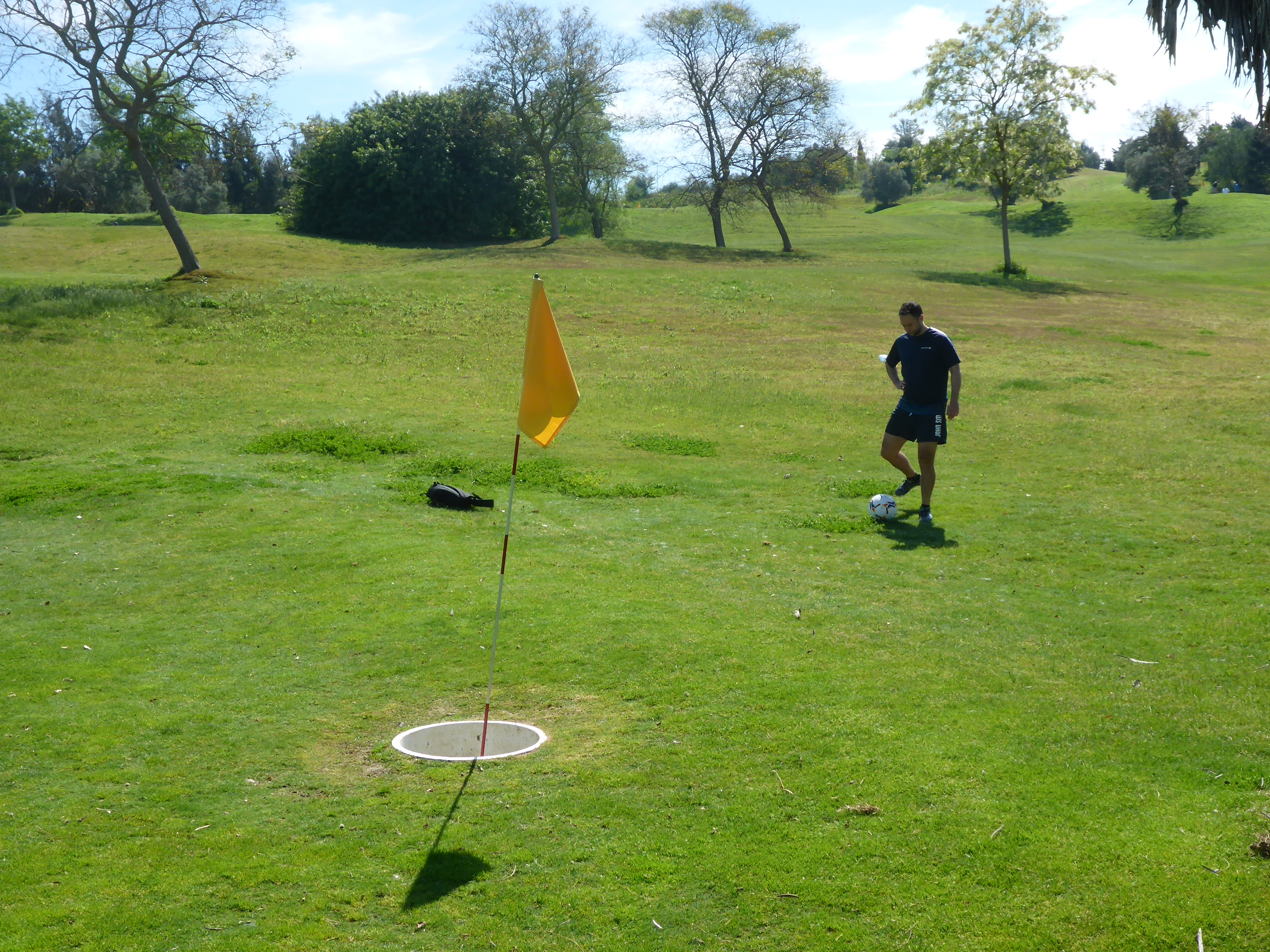
Séquence avant le tir, visée du sceau et du drapeau
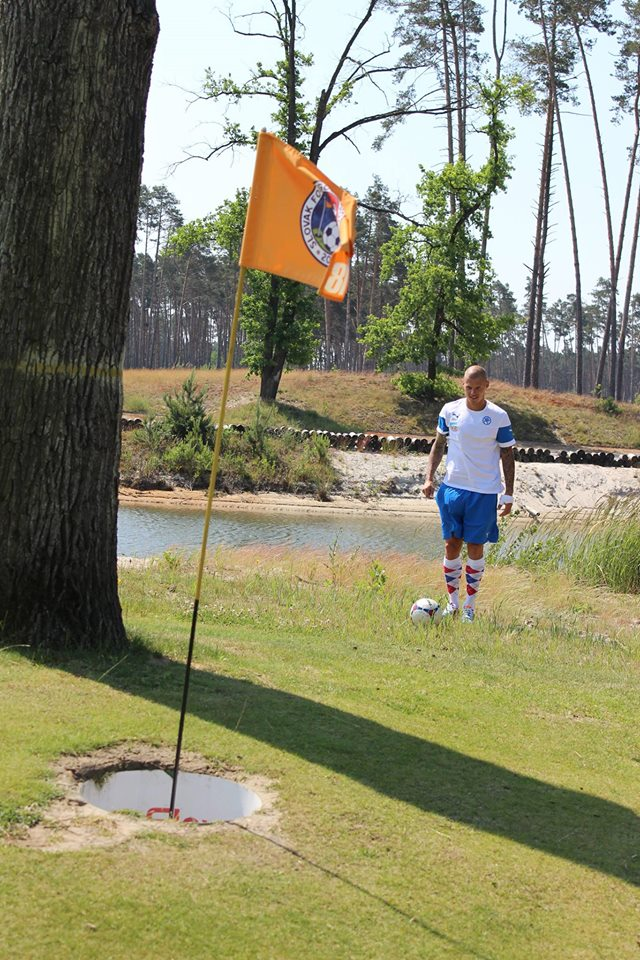
Séquence avant le tir
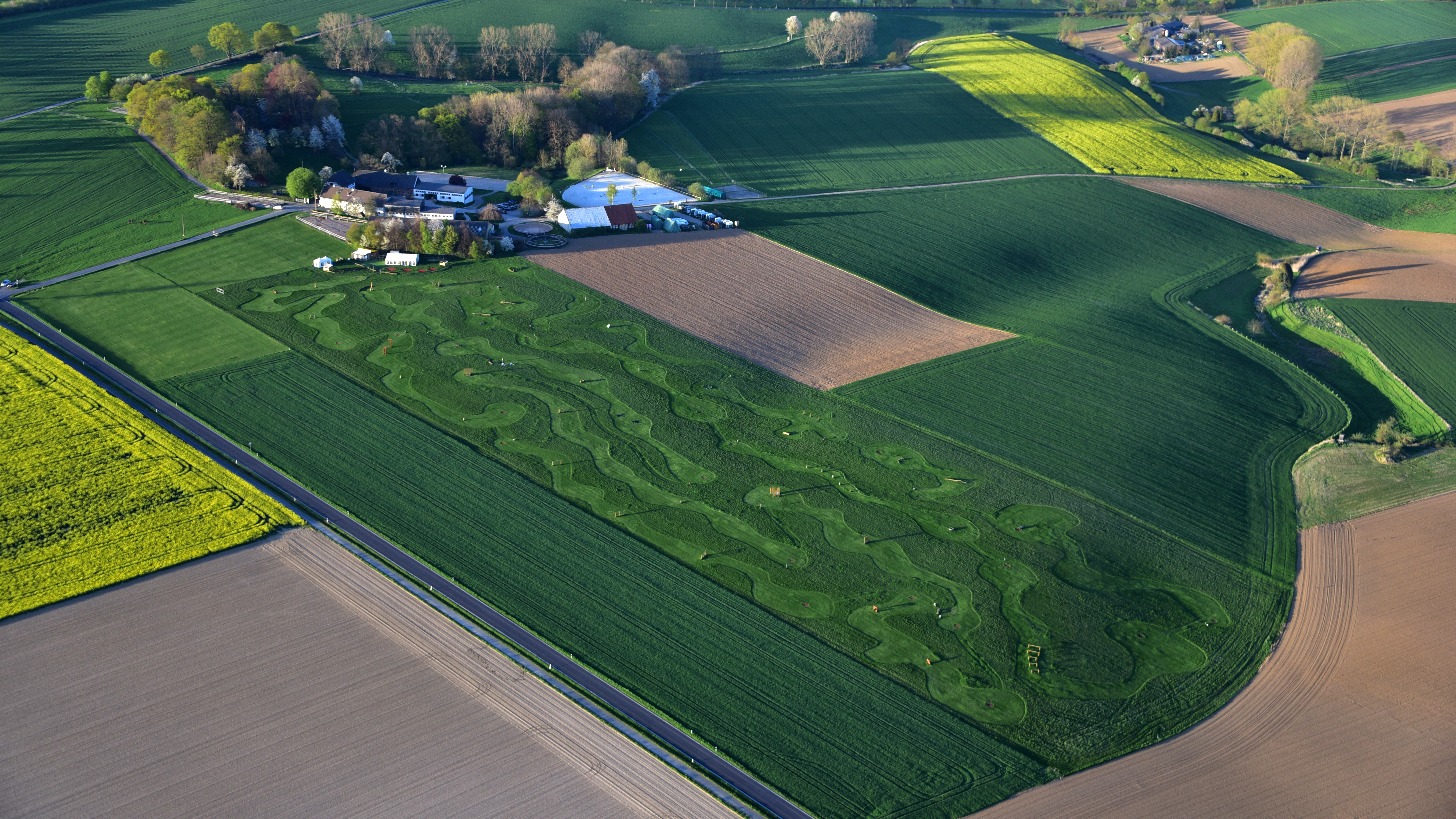
Terrain de Footgolf